# Barbara Claßen
Pour les articles homonymes, voir Claßen.
Barbara Claßen, née le 23 novembre 1957 et morte le 13 janvier 1990, est une judokate allemande. Elle compte à son palmarès un titre mondial et cinq titres européens.

## Palmarès international
| Année | Compétition                     | Lieu       | Résultat | Catégorie         |
| ----- | ------------------------------- | ---------- | -------- | ----------------- |
| 1977  | Championnats d'Europe           | Arlon      | 3e       | Moins de 72 kg    |
| 1978  | Championnats d'Europe           | Cologne    | 1re      | Moins de 72 kg    |
| 1979  | Championnats d'Europe           | Kerkrade   | 3e       | Moins de 72 kg    |
| 1979  | Championnats d'Europe           | Kerkrade   | 1re      | Toutes catégories |
| 1980  | Championnats d'Europe           | Udine      | 3e       | Moins de 72 kg    |
| 1980  | Championnats d'Europe           | Udine      | 1re      | Toutes catégories |
| 1980  | Championnats du monde           | New York   | 2e       | Moins de 72 kg    |
| 1980  | Championnats du monde           | New York   | 3e       | Toutes catégories |
| 1981  | Championnats d'Europe           | Madrid     | 2e       | Moins de 72 kg    |
| 1981  | Championnats d'Europe           | Madrid     | 1re      | Toutes catégories |
| 1982  | Championnats d'Europe           | Oslo       | 2e       | Moins de 72 kg    |
| 1982  | Championnats d'Europe           | Oslo       | 3e       | Toutes catégories |
| 1982  | Championnats du monde           | Paris      | 1re      | Moins de 72 kg    |
| 1983  | Championnats d'Europe           | Gênes      | 3e       | Moins de 72 kg    |
| 1983  | Championnats d'Europe           | Gênes      | 3e       | Toutes catégories |
| 1984  | Championnats d'Europe           | Pirmasens  | 1re      | Moins de 72 kg    |
| 1984  | Championnats du monde           | Vienne     | 2e       | Moins de 72 kg    |
| 1985  | Championnats d'Europe           | Landskrona | 2e       | Moins de 72 kg    |
| 1986  | Championnats d'Europe           | Londres    | 2e       | Moins de 72 kg    |
| 1986  | Championnats du monde           | Maastricht | 3e       | Moins de 72 kg    |
| 1987  | Championnats du monde           | Essen      | 3e       | Moins de 72 kg    |
| 1988  | Jeux olympiques (démonstration) | Tokyo      | 3e       | Moins de 72 kg    |